# Willis A. Gorman

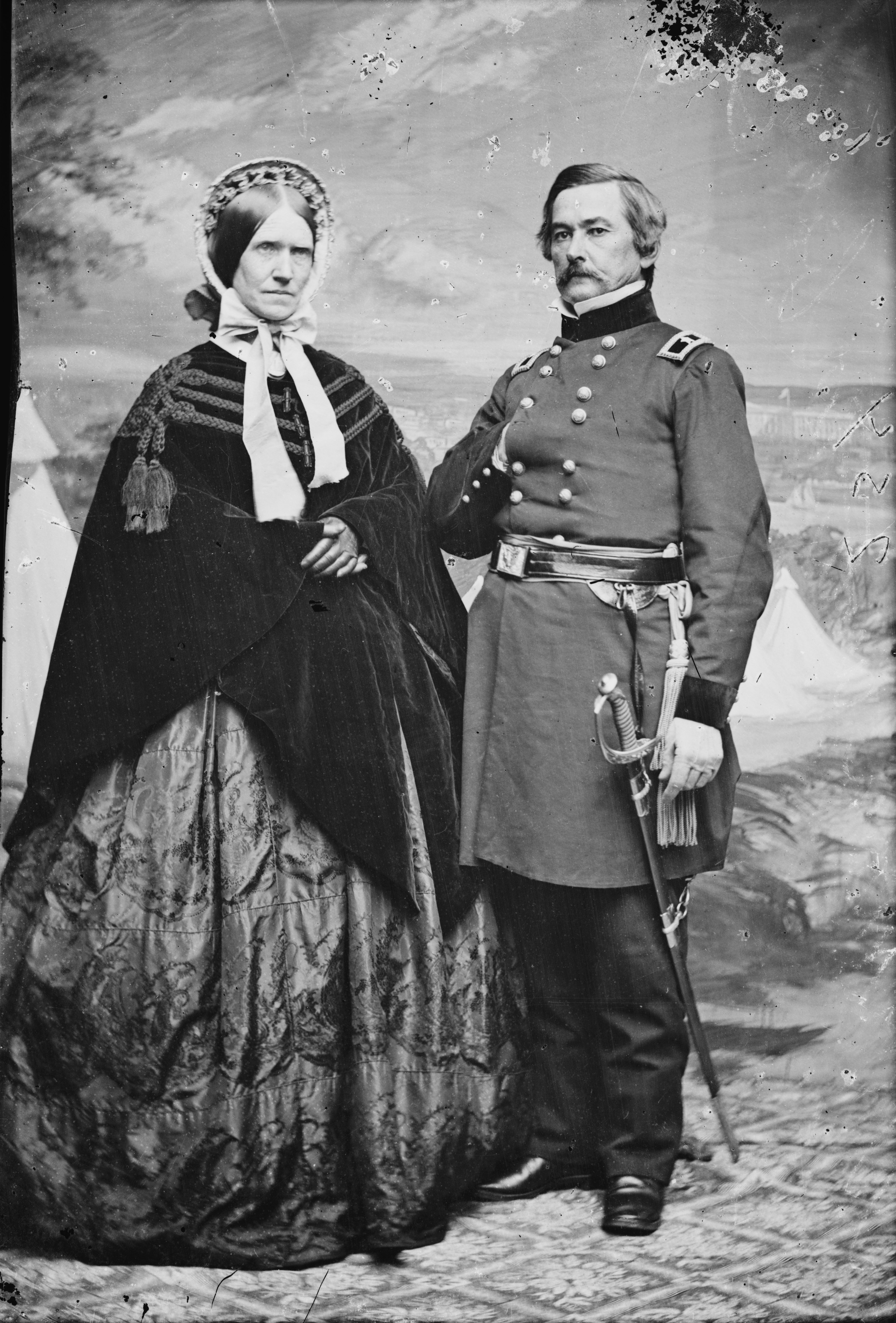
Willis med sin fru

Willis Arnold Gorman, född 12 januari 1816 i Fleming County i Kentucky, död 20 maj 1876 i Saint Paul i Minnesota, var en amerikansk demokratisk politiker och general i nordstaternas armé under amerikanska inbördeskriget. Han representerade delstaten Indianas sjätte distrikt i USA:s representanthus 1849-1853. Han var guvernör i Minnesotaterritoriet 1853-1857.
Gorman studerade juridik vid Indiana University. Han gifte sig 1836 med Martha Stone. Han deltog i mexikanska kriget och befordrades till överste. Han blev invald i representanthuset i kongressvalet 1848. Han omvaldes två år senare. USA:s president Franklin Pierce utnämnde 1853 honom till Minnesotaterritoriets guvernör. Han efterträddes fyra år senare av Samuel Medary.
Gorman deltog 1861 som överste i första slaget vid Bull Run. Han befordrades senare samma år till brigadgeneral. Efter inbördeskriget arbetade han som advokat i Saint Paul. Han var stadsåklagare i Saint Paul 1869-1875.
Gormans grav finns på Oakland Cemetery i Saint Paul.